# Mission de soutien aux capacités maritimes en Somalie
La mission de soutien aux capacités maritimes en Somalie est une mission civile de l'Union européenne. À l'origine appelée EUCAP Nestor, en hommage au héros grec de la guerre de Troie, la mission change de nom en 2016 et devient EUCAP Somalia pour illustrer un recentrement du mandat sur la Somalie. 

## Mandat

### De 2012 à 2016
Le mandat d'EUCAP Nestor se divise en deux objectifs : le renforcement des capacités maritimes des pays bénéficiaires (Somalie exceptée) et la formation d'une force de police côtière et de juges en Somalie, la finalité première étant de faire travailler ensemble les pays de la région pour renforcer l'action en mer. En effet, EUCAP Nestor intervient dans cinq pays : Djibouti, Kenya, Seychelles, Somalie (Puntland/Somaliland) et Tanzanie. C'est la raison pour laquelle elle est relativement importante du point de vue du nombre d'effectifs puisqu'elle est constituée de près de 200 personnes, appelées à se répartir dans les différents pays. Ces experts fourniront donc des conseils juridiques, stratégiques et opérationnels en lien avec la sécurité maritime. 

### De 2016 à 2020
Lors du changement de nom en décembre 2016, c'est également le mandat qui va être modifié. EUCAP Somalie va laisser tomber ses ambition régionales pour se focaliser uniquement sur la Somalie et plus particulièrement sur la Garde côtière, en vue de renforcer les « capacités d'application de la loi maritime somalienne ». Le mandat n'est pas uniquement contre la piraterie mais concerne toute activité criminelle ou infractionnelle commises sur la côte ou en mer. 

### À partir de 2021
En décembre 2020 le Conseil de l'Union européenne prolonge le mandat de l'Eucap jusqu'au 31 décembre 2022.
À partir de 2021 la mission aide également la Somalie à renforcer ses capacités policières, et notamment à développer la force policière "Federal Darwish" et à renforcer le Bureau central national INTERPOL situé à Mogadiscio.
L'état-major de la mission est situé à Mogadiscio et est dirigé par M. Chris Reynolds, chef de la mission.

## Sources

## Compléments